# Harout Gosdantian
Harout Gosdantian (arménien : Յարութ Կոստանդեան), né le 3 janvier 1909 à Bouchehr (Iran) et mort le 13 janvier 1979 à Montferrat (Var), est un écrivain et poète arménien.